# Battle of Ohio
 (mai 2024).
Si vous disposez d'ouvrages ou d'articles de référence ou si vous connaissez des sites web de qualité traitant du thème abordé ici, merci de compléter l'article en donnant les références utiles à sa vérifiabilité et en les liant à la section « Notes et références ».

Ticket de la première édition de l'Ohio Cup

La Battle of Ohio (ou Buckeye Series) est, dans le domaine du baseball, une référence à une rivalité opposant les clubs voisins de la Ligue majeure de baseball des Indians de Cleveland et des Reds de Cincinnati. 

## Histoire
En 1903, 1904, 1910, 1911, 1913 et 1917, des séries régionales d'après-saison mettent aux prises les différentes franchises des ligues américaine et nationale. Ainsi, les Naps/Indians affrontent les Cincinnati Reds pour déterminer le vainqueur du titre non officiel de champion local en 1903, 1910, 1911 et 1917 et les Pittsburgh Pirates en 1904 et 1913. Cleveland s'impose six victoires à trois en 1903, puis s'inclinent lors des éditions suivantes face aux Reds. Face aux Pirates, les Naps s'imposent en revanche deux fois.
Une Ohio Cup est disputée chaque année de 1989 à 1996 sur un match au Cooper Stadium de Columbus (Ohio) juste avant le début de la saison régulière. Les Indians remportent six fois ce challenge pour deux défaites.
Les premiers matchs interligues en saison régulière entre ces deux franchises remontent à 1997. Après la saison 2010, les Reds mène la série par 35 victoires contre 34 défaites. 

### Ohio Cup (1989-1996)
| No. | Date           | Vainqueur | Perdant | Score | Stade          | Affluence |
| --- | -------------- | --------- | ------- | ----- | -------------- | --------- |
| 1   | 2 avril 1989   | Indians   | Reds    | 1-0   | Cooper Stadium | 15 978    |
| 2   | 8 avril 1990   | Indians   | Reds    | 12-3  | Cooper Stadium | 15 878    |
| 3   | 7 avril 1991   | Indians   | Reds    | 4-3   | Cooper Stadium | 16 276    |
| 4   | 5 avril 1992   | Reds      | Indians | 2-0   | Cooper Stadium | 15 820    |
| 5   | 3 avril 1993   | Indians   | Reds    | 9-1   | Cooper Stadium | 15 596    |
| 6   | 1er avril 1994 | Indians   | Reds    | 8-4   | Cooper Stadium | 15 894    |
| 7   | 31 mars 1995   | Reds      | Indians | 6-1   | Cooper Stadium | 2 000     |
| 8   | 31 mars 1996   | Indians   | Reds    | 5-3   | Cooper Stadium | 16 697    |

### Matchs interligues
| Année  | Cleveland                                       | Cleveland                                       | Cincinnati                                      | Cincinnati                                      | Dates                                           |
| ------ | ----------------------------------------------- | ----------------------------------------------- | ----------------------------------------------- | ----------------------------------------------- | ----------------------------------------------- |
| 1997   | Indians                                         | 1                                               | Reds                                            | 2                                               | 16-18 juin                                      |
| 1998   | Indians                                         | 2                                               | Reds                                            | 1                                               | 5-7 juin                                        |
| 1999   | Indians                                         | 4                                               | Reds                                            | 2                                               | 11-13 juin, 9-11 juillet                        |
| 2000   | Indians                                         | 3                                               | Reds                                            | 3                                               | 9-11 juin, 7-9 juillet                          |
| 2001   | Indians                                         | 3                                               | Reds                                            | 3                                               | 8-10 juin, 12-14 juillet                        |
| 2002   | Pas de matchs Reds-Indians lors de cette saison | Pas de matchs Reds-Indians lors de cette saison | Pas de matchs Reds-Indians lors de cette saison | Pas de matchs Reds-Indians lors de cette saison | Pas de matchs Reds-Indians lors de cette saison |
| 2003   | Indians                                         | 2                                               | Reds                                            | 1                                               | 27-29 juin                                      |
| 2004   | Indians                                         | 4                                               | Reds                                            | 2                                               | 11-13 juin, 2-4 juillet                         |
| 2005   | Indians                                         | 4                                               | Reds                                            | 2                                               | 20-22 mai, 24-26 juin                           |
| 2006   | Indians                                         | 3                                               | Reds                                            | 3                                               | 23-23 juin, 30 juin-2 juillet                   |
| 2007   | Indians                                         | 3                                               | Reds                                            | 3                                               | 18-20 mai, 8-10 juin                            |
| 2008   | Indians                                         | 1                                               | Reds                                            | 5                                               | 16-18 mai, 27-29 juin                           |
| 2009   | Indians                                         | 2                                               | Reds                                            | 4                                               | 22-24 mai, 26-28 juin                           |
| 2010   | Indians                                         | 2                                               | Reds                                            | 4                                               | 21-23 mai, 25-27 juin                           |
| 2011   | Indians                                         |                                                 | Reds                                            |                                                 | 20-22 mai, 1-3 juillet                          |
| Totaux | Indians                                         | 34                                              | Reds                                            | 35                                              |                                                 |

### Ohio Cup (depuis 2008)
Depuis 2008, les matchs interligues déterminent le vainqueur d'un trophée officiel reprenant le nom d'Ohio Cup.
| No. | Date | Vainqueur | Perdant | Série                                 | MVP                   |
| --- | ---- | --------- | ------- | ------------------------------------- | --------------------- |
| 1   | 2008 | Reds      | Indians | Reds 5 victoires, Indians 1 victoire  | Adam Dunn (CIN)       |
| 2   | 2009 | Reds      | Indians | Reds 4 victoires, Indians 2 victoires | Ramon Hernandez (CIN) |
| 2   | 2010 | Reds      | Indians | Reds 4 victoires, Indians 2 victoires | Shin-Soo Choo (CLE)   |

### Autres matchs
Les Indians et les Reds se rencontrent occasionnellement lors de rencontres de préparation. Ainsi, en mars 2007, deux matchs opposent les deux rivaux de l'Ohio. Le 9 mars, les Indians s'imposent par 7 à 3 ; le lendemain, les Reds gagnent 5-2.
À partir de 2010, les Reds et les Indians partagent le même stade à Goodyear (Arizona) pour l'entraînement de printemps. Pas moins de six oppositions Reds-Indians sont au programme de l'édition 2010 de l'entraînement de printemps entre le 5 mars et 3 avril.